# تاريخ البوسنة والهرسك (1941-1945)
بعد أن تم غزو مملكة يوغوسلافيا من قبل قوى المحور خلال الحرب العالمية الثانية، تم التنازل عن البوسنة بالكامل إلى دولة كرواتيا المستقلة التي تم إنشاؤها حديثًا. أدى حكم المحور في البوسنة إلى اضطهاد واسع النطاق وقتل جماعي للسكان الأصليين غير المرغوب فيهم والمعادين للفاشية. حمل العديد من الصرب أنفسهم السلاح وانضموا إلى مفارز تشيتنيك للجيش اليوغوسلافي ، وهي حركة مقاومة صربية قومية وملكية شنت حرب عصابات غير فعالة ضد القوات النازية المحتلة. في 12 أكتوبر 1941، وقعت مجموعة من 108 من المواطنين المسلمين البارزين في سراييفو على قرار مسلمي سراييفو الذي أدانوا بموجبه اضطهاد الصرب الذي نظمه حزب أوستاسي اليوغوسلافي، وميزوا بين المسلمين الذين شاركوا في مثل هذه الاضطهادات والسكان المسلمين بالكامل، وقدموا معلومات عن اضهاد الصرب للمسلمين وطالب بالأمن لجميع مواطني الدولة بغض النظر عن هويتهم.
ابتداءً من عام 1941، نظم الشيوعيون اليوغوسلافيون بقيادة جوزيف بروز تيتو مجموعتهم المقاومة متعددة الأعراق، الثوار، الذين قاتلوا ضد كل من قوات المحور وشيتنيك. في 29 نوفمبر 1943، عقد المجلس الوطني لتحرير يوغوسلافيا المناهض للفاشية بقيادة تيتو مؤتمرًا تأسيسيًا في مدينة ياجتشي حيث أعيد تأسيس البوسنة والهرسك كجمهورية داخل الاتحاد اليوغوسلافي في حدودها العثمانية. دفع النجاح العسكري في النهاية الحلفاء إلى دعم الحزبيين، وأسفرت نهاية الحرب عن إنشاء جمهورية يوغوسلافيا الاتحادية الاشتراكية، مع دستور عام 1946 الذي جعل البوسنة والهرسك رسميًا واحدة من ست جمهوريات مكونة في الدولة الجديدة.

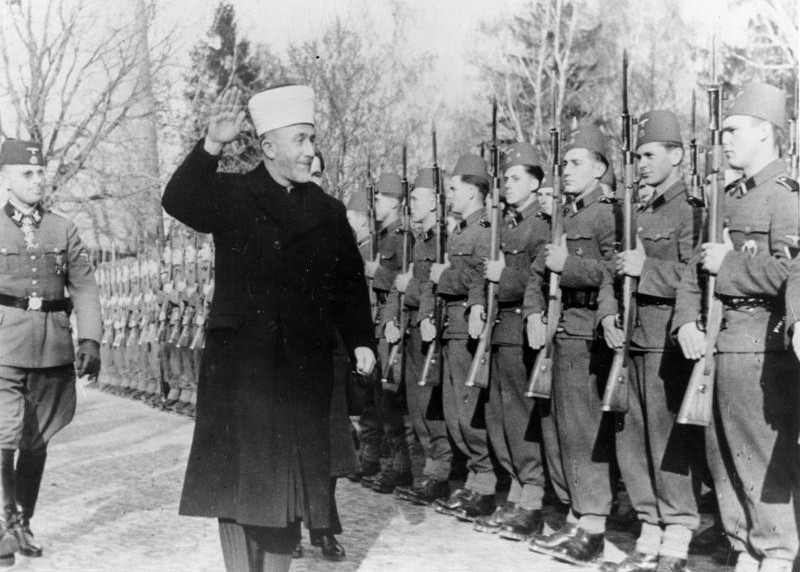
نوفمبر 1943: أمين الحسيني يحيي مسلمي البوسنة المتطوعين من فافن إس إس بتحية نازية. إلى اليمين الجنرال SS Karl-Gustav Sauberzweig.

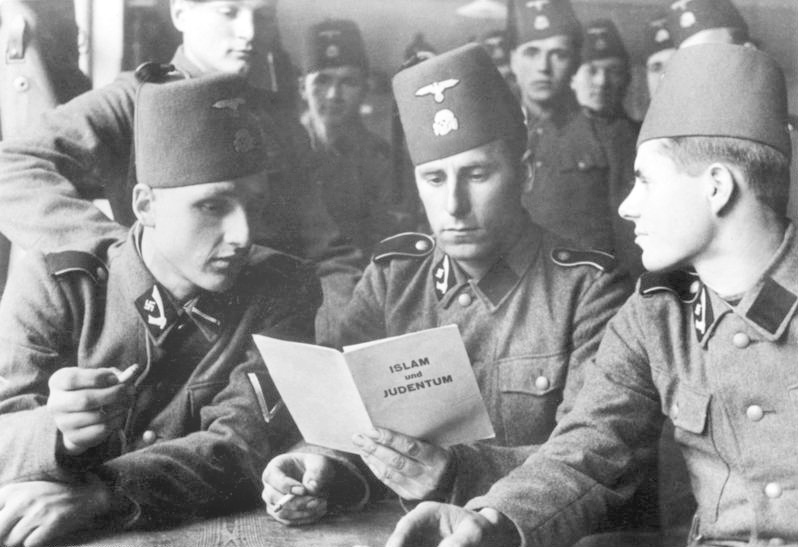
الجنود البوسنيون المسلمون في "هاندشار" SS يقرأون كتاب الدعاية النازية ، الإسلام وجودينتوم ، في جنوب فرنسا المحتلة من قبل النازيين (الأرشيف الفيدرالي الألماني، 21 يونيو 1943)

خلال الحرب، وبعد التدهور الهائل للأمن الداخلي في ظل نظام حزب اوستاشا Ustaše غير الكفء، أنشأ النازيون وحدة فافن اس اس في البوسنة تسمى الفرقة الجبلية فافن الثالثة عشر إس إس هاندشار في فبراير 1943. كان الإمام حليم المالكي المسلم الوحيد الذي حصل على الصليب الحديدي الألماني خلال الحرب العالمية الثانية .

## أدب
- مونوز ، أنطونيو ج. ، محرر ، الشرق جاء غربًا: متطوعون مسلمون وهندوس وبوذيون في القوات المسلحة الألمانية. (الفصلان 2 و 13) بايسايد ، نيويورك: أكسيس يوروبا ، 2001(ردمك 1-891227-39-4)
- Hermann Neubacher: Sonderauftrag Suedost 1940-1945 ، Bericht eines fliegendes Diplomaten، 2. durchgesehene Auflage، Goettingen 1956
- Ladislaus Hory and Martin Broszat: Der Kroatische Ustascha-Staat ، 1941-1945 شتوتغارت ، 1964
- Redzic، Enver، Muslimansko Autonomastvo I 13. SS Divizija . (سراييفو: سفيتلوست ، 1987).
- 9782911527104